# Thác Tà Gụ
Thác Tà Gụ nằm trên suối Tà Gụ ở vùng đất xã Sơn Hiệp huyện Khánh Sơn tỉnh Khánh Hòa, Việt Nam .

## Đặc điểm
Thác Tà Gụ được xem là một trong những thác đẹp nhất ở tỉnh Khánh Hòa . Vị trí lân cận với Lâm Đồng nên khí hậu có hai mùa rõ rệt là mùa mưa và mùa khô. Mặt hồ rộng khoảng hai trăm mét vuông, về phía bên phải dòng thác khoảng 70 mét, một mỏm núi tách đôi lộ ra một dòng thác phụ đầy vẻ quyến rũ, hùng vĩ và huyền bí.
Tên thác được gọi theo tên suối Tà Gụ. Ngoài ra Thác Tà Gụ có tên là thác Ngà Voi vì nó gắn liền với những truyền thuyết của dân tộc Raglai. Thác cao khoảng 40m, dựng đứng bên vách đá giống như chiếc ngà voi. Quanh năm thác đổ nước trắng xóa, hùng vĩ, đầy ấn tượng.

## Truyền thuyết về Thác
Ngày xưa,khu rừng nơi đây có rất nhiều trăn rất to.Vào muà khô bầy trăn ở chân núi bò lên tìm mồi. Trên đường đi thấy một chú voi con lạc mẹ.Ngay lập tức trăn đầu đàn lao vào vật ngã voi con. Cả hai con vật nhau cuối cùng rơi xuống vực sâu. Khi voi mẹ quay lại tìm con thì thấy voi con nằm chết ở vực sâu. Quá thương con nên voi mẹ đứng trên đỉnh núi cao khóc than suốt đêm ngày rồi bỗng dưng hóa đá, hai dòng nước mắt hóa thành hai dòng thác nước.
Ngoài ra còn có người kể lại rằng: từ xưa nơi đây có dòng suối với hoa nở bốn mùa, nước trong xanh. Các nàng tiên trên trời đã bay xuống tắm gội dưới dòng suối này, rồi lên đỉnh núi cao xõa tóc dài hong khô.Một trong số nàng tiên mải mê vui chơi nên không kịp trở về trời, cửa trời đóng lại, vì ở trân gian quá lâu nhớ nhà nên nàng đã khóc nhiều.Hai hàng nước mắt của cô công chúa giống như hai dòng thác đổ xuống. Ngoài ra còn có người cho rằng dòng thác này là mái tóc của các nàng tiên xoã xuống khi hong khô tóc.

## Thác Tà Gụ- quà tặng của thiên nhiên
Dù là một trong điểm du lịch nhưng ngọn thác vẫn giữ nét hoang sơ. Đứng ở chân thác nhìn lên hai dòng nước trắng xóa đổ xuống như thiến nữ cúi đầu xỏa mái tóc xuống. Nhưng từ trên đỉnh nhìn xuống giống như hai chiếc ngà voi to trút xuống dòng suối.
Thác mang vẻ đẹp hùng vĩ với dòng thác đi từ độ cao 30-40 mét.Không chỉ hấp dẫn bởi vẻ đẹp mà hành trình tìm đến thác rất thú vi.Khi đến khu rừng chúng ta phải bám vào cây để đi vì con đường nơi đây trơn trợt,sau khi băng qua một con suối thì sẽ bắt gặp một hồ nước lớn sâu,sau đó tiếp tục băng qua một con suối trên tả ngạn len lỏi vào tán rừng để đi tiếp vào chân thác.
Khi đến thác Tà Gụ là một dòng thác đổ thẳng xuống hồ rộng khoảng 200 mét vuông. Bên cạnh hồ là một mỏm đá cao chừng 6 mét. Ở đây còn nhiều cây rừng nguyên sinh, nhiều bãi đá bằng phẳng.

## Suối Tà Gụ
Suối Tà Gụ là phụ lưu của Sông Dinh. Sông Dinh có tên địa phương là sông Tô Hạp.
Suối Tà Gụ khởi nguồn từ núi Hòn Bà phía đông dãy Trường Sơn, chảy về hường nam, đổ vào Sông Dinh ở trung tâm xã Sơn Hiệp.12°01′32″B 108°54′47″Đ / 12,025528°B 108,912994°Đ